# 多摩市一本杉公園野球場
多摩市一本杉公園野球場（たまし・いっぽんすぎこうえんやきゅうじょう）は、東京都多摩市の一本杉公園にある野球場。多摩市健幸スポーツパートナーズが指定管理業者として運営管理を行っている。

## 歴史
1982年4月開設。開設以来、一般利用の他高校野球、東都大学野球連盟（二部以下）などアマチュア野球公式戦が行われており、高校野球では全国高等学校野球選手権西東京大会などの開催会場となっている。
プロ野球では1994年から数年間、千葉ロッテマリーンズが市の外郭団体と共催でイースタンリーグの公式戦を行っていたが、施設に不備があること等から、現在プロ野球での使用頻度は減少している。また公式戦ではないが、1985年には江夏豊の引退セレモニーが行われたことでも知られる。これは江夏のファン有志とSports Graphic Number、日本プロ野球名球会が共同で開催した「江夏たったひとりの引退式」で、プロ野球OBと江夏が対戦するエキシビションであった。
この他、多摩ニュータウン地区内には八王子市の南大沢駅近くに上柚木公園野球場があるほか、町田市の小野路球場も車で10分程の距離にある。
2025年6月5日、新日本物流株式会社とネーミングライツ・スポンサー契約を締結、同年6月10日から（2029年3月31日まで）新日本物流スタジアム多摩に名称が変更。

## 施設概要
- 両翼：91m、中堅：120m
- 収容人員：約2,000人（ネット裏：長椅子、内野・外野：芝生席）
- 照明設備：あり（4基）
- スコアボード：手動式（パネル式）ボールカウントはBSO順に表示

東京都の高校野球の大会で使用される球場では唯一の手動式のスコアボードである。

## 交通
- 小田急、京王、多摩モノレールの多摩センター駅から多05系統の京王多摩車庫行きまたは小野路経由 鶴川駅行きのバスで一本杉公園下車、徒歩5分
- 小田急の鶴川駅から小野路経由 多摩センター駅行きのバスで一本杉公園下車、徒歩5分